# Флаг Шлиссельбурга
Флаг муниципального образования Шлиссельбу́ргское городское поселение Кировского муниципального района Ленинградской области Российской Федерации — опознавательно-правовой знак, служащий официальным символом муниципального образования.
Флаг утверждён 22 сентября 2010 года и внесён в Государственный геральдический регистр Российской Федерации с присвоением регистрационного номера 6506.

## Описание
«Флаг муниципального образования представляет собой прямоугольное полотнище с отношением ширины флага к длине 2:3, воспроизводящее композицию герба муниципального образования в голубом, зелёном, жёлтом и белом цветах».
Геральдическое описание герба гласит: «В лазоревом поле пересеченная лазоревая и зелёная оконечность, тонко окаймлённая серебром и обременённая серебряной четырёхугольной вытянутой в пояс крепостью, имеющей впереди и позади по одному треугольному бастиону, с зелёным двором посередине. Над оконечностью золотой ключ в столб, обращённый бородкой вправо и сопровождённый во главе золотой императорской короной без лент».

## Обоснование символики
Флаг составлен на основании герба муниципального образования, в соответствии с традициями и правилами вексиллологии и отражает исторические, культурные, социально-экономические, национальные и иные местные традиции.